# Cerkiew św. Onufrego w Barszczewie
Cerkiew św. Onufrego – prawosławna cerkiew parafialna w Barszczewie na Białorusi, w dekanacie kamienieckim eparchii brzeskiej i kobryńskiej Egzarchatu Białoruskiego Patriarchatu Moskiewskiego. Świątynia znajduje się w zachodniej części wsi.

## Historia
Świątynię zbudowano w 1840 r.

## Architektura
Cerkiew została zbudowana w stylu klasycystycznym z kamienia a miejscami z drewna, na planie prostokąta, orientowana. Nad wejściem widnieje ikona patronalna. W środkowej części jest osadzona cebulasta kopuła (element stylu bizantyjsko-rosyjskiego) i dwuspadowy dach. W tylnej części mieści się apsyda z dwuspadowym dachem. Na krawędziach świątyni i wokół okien znajdują się charakterystyczne rzeźbienia.

## Wnętrze
We wnętrzu znajduje się drewniany ikonostas. Świątynie podpierają 2 filary i podzielona na 3 nawy. Nad wejściem mieści się chór. W cerkwi uchowała się ikona z okresu XVIII/XIX w. Święta Magdalena.

## Brama-dzwonnica
Naprzeciw wejścia do cerkwi stoi wolnostojąca, wykonana w stylu bizantyjsko-rosyjskim, ośmiokątna brama-dzwonnica przywieziona z Makówki.

## Galeria

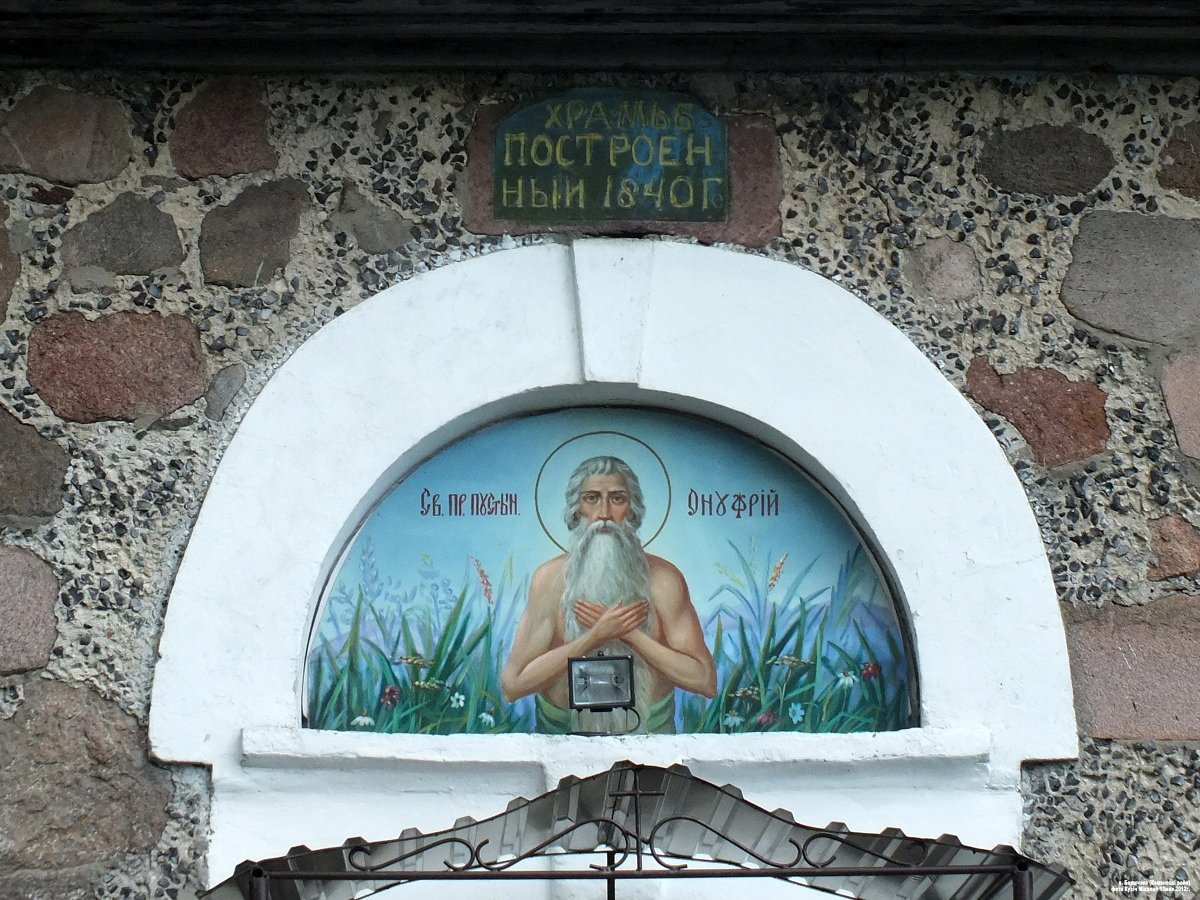
Ikona patronalna
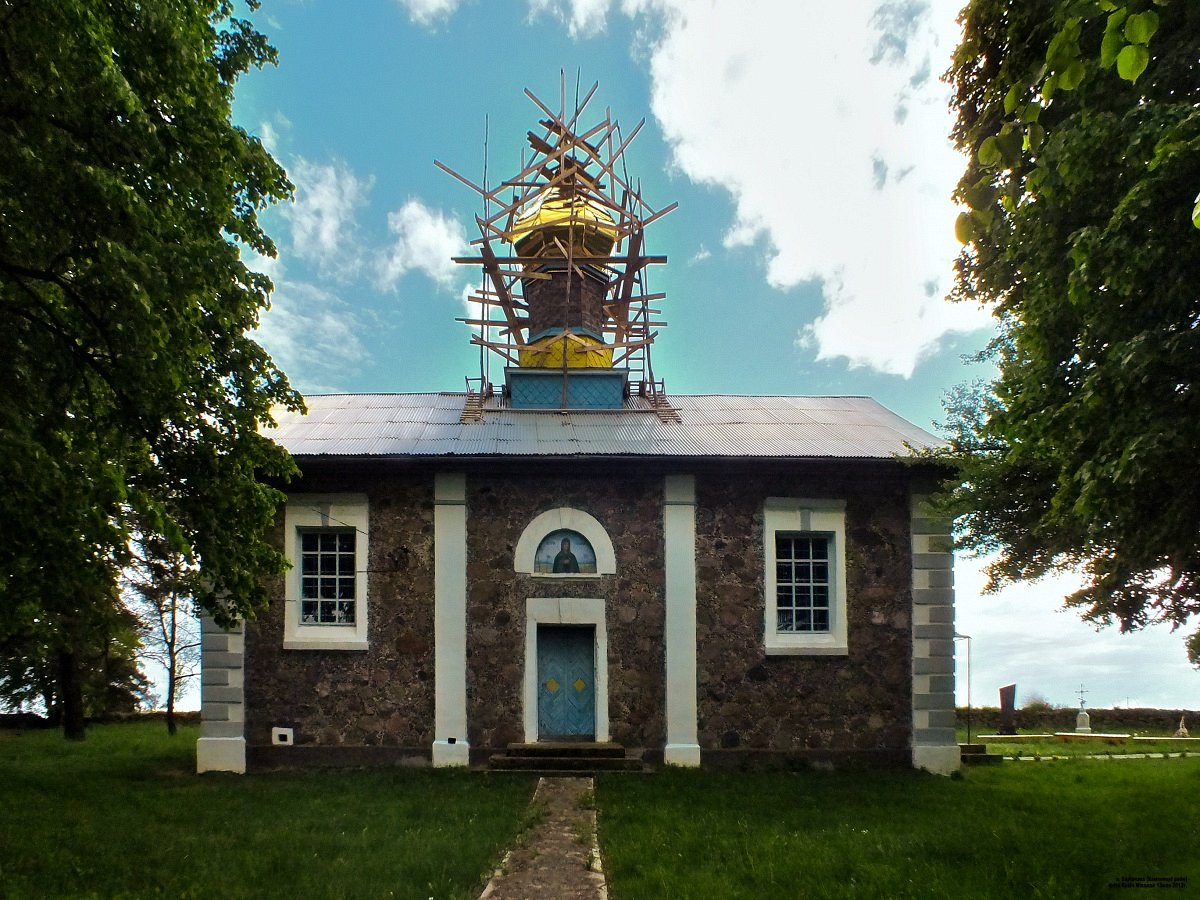
Wejście boczne
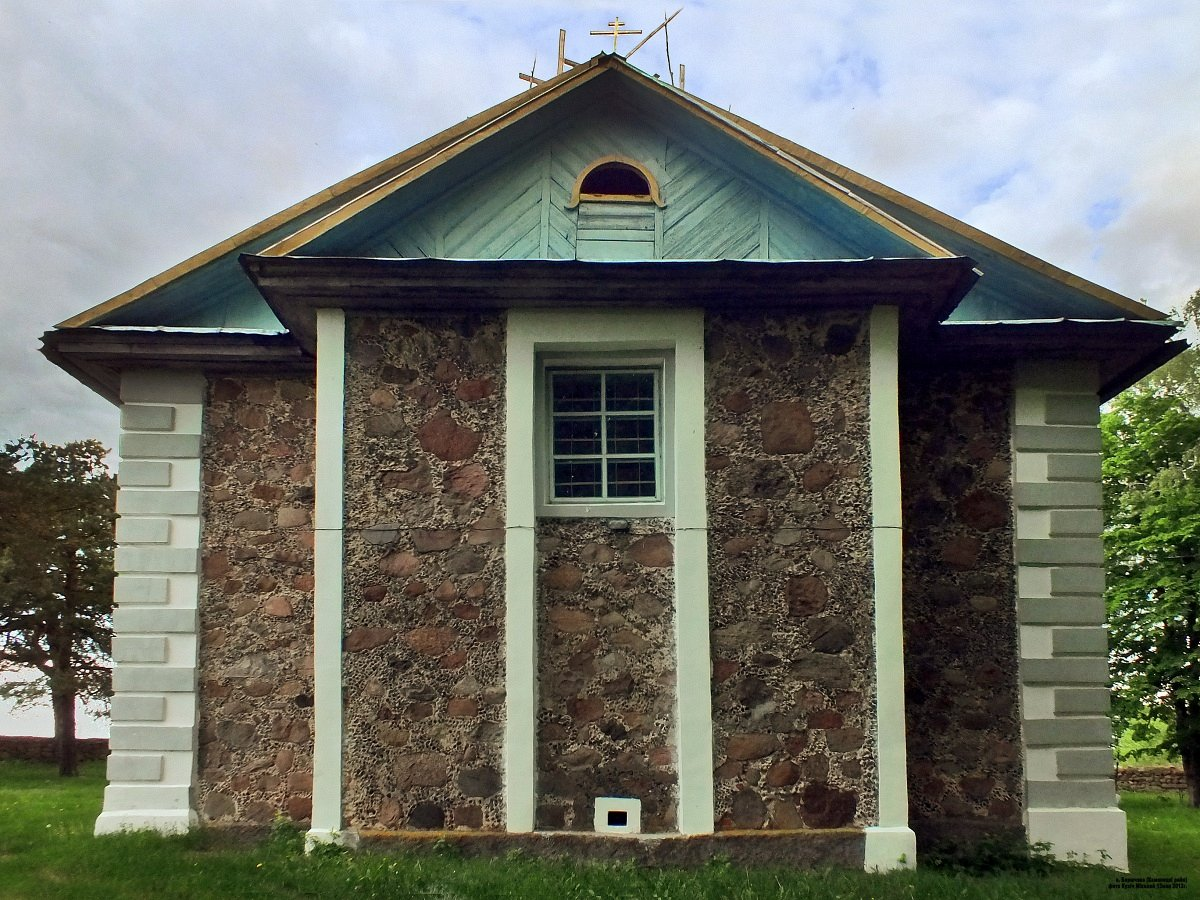
Apsyda